# Church Hanborough
Church Hanborough – wieś w Anglii, w hrabstwie Oxfordshire, w dystrykcie West Oxfordshire. Leży 11 km na północny zachód od Oksfordu i 93 km na zachód od Londynu.